# Russische Baureihe О
Die Lokomotiven der Baureihe О der Eisenbahn des Russischen Reiches bzw. der Sowjetischen Eisenbahnen (SŽD) waren Dampflokomotiven mit einer Spurweite von 1524 bzw. 1435 mm.

## Geschichte
Lokomotiven dieses Typs wurden seit 1890 hergestellt. Der ursprüngliche Entwurf stammte von Wacław Łopuszyński, dem maschinentechnischen Leiter der privaten Wladikawkas-Eisenbahn-Gesellschaft. 1915 wurde die Produktion eingestellt, jedoch von 1925 bis 1928 wiederaufgenommen. Insgesamt wurden über 9000 Lokomotiven dieses Typs hergestellt. Dampflokomotiven des Typs „О“ wurden bis ins Jahr 1964 im Rangierdienst genutzt. Bis in die 1920er Jahre waren sie russische Standard-Güterzugloks. Während ihrer langen Bauzeit gab es mehrere sogenannten Normaltypen, die als Bezeichnungen vergeben wurden.
- Die erste Baureihe war die Ob, sie war die Grundtype nach 1893.[2]
- Die zweite Baureihe war die Regierungstype 1897 und wurde Od bezeichnet.[3]
- Die nächste Bauserie war die Grundtype 1901, sie wurde Ow bezeichnet.[4]
- Mehrere Lokomotiven der Reihe O wurden mit einem Überhitzer ausgerüstet, die besten Ergebnisse wurden mit einem Doppelumlauf-Röhrenerhitzer erzielt. Diese Lokomotiven wurden mit einfacher Dampfdehnung gebaut und als Reihe Op bezeichnet.[5]
- Auch einige Ow Verbunddampflokomotiven wurden ab 1926 mit Überhitzer gebaut und als OЩ eingereiht.[6]

Die Lokomotiven „О“ wurden unter anderem in Panzerzügen im Russischen Bürgerkrieg als auch im Deutsch-Sowjetischen Krieg bis nach Litauen, Polen und Deutschland eingesetzt.

## Umbau auf Normalspur

### PKP Tp102 und Tp104
Durch Gebietsabtretungen nach dem Ersten Weltkrieg wurden insgesamt 17 Lokomotiven Od als Reihe Tp102 und 94 Lokomotiven Ow als Reihe Tp104 an die PKP übergeben, die nach der Umspurung auf Normalspur 1926 diese Bezeichnung erhielten. Die Lokomotiven wurden hauptsächlich auf sekundären Linien im Osten des Landes bis zum Zweiten Weltkrieg verwendet. Im September 1939 wurden die letzten neun Tp 102 und vierzig Tp 104 wieder der Sowjetunion übergeben.

### DR 55.61
1941 wurden einige Lokomotiven Beute des Deutschen Reiches und bekamen die Reichsbahn-Nummern 55 6141–6146 und 55 6151. Später kamen zwei Lokomotiven dazu, die als 55 6147 und 55 6148 eingereiht wurden.

### Verbleib
Von diesen Lokomotiven wurde nach dem Krieg keine mehr eingesetzt. Es war vorgesehen, einige Lokomotiven der Reihe O verschiedener Baureihen in die Klassen PKP Tp101 und PKP Tp103 umzuzeichnen, wozu es aber nicht gekommen ist.

## Einsatz in Finnland – VR B4
Eine Lokomotive der Unterbauart OЧ fiel während des Zweiten Weltkriegs in die Hände der Deutschen und traf im Juli 1942 aus Estland in Helsinki ein. Sie trug die Nummer 5042. Der Zustand der Lokomotive war bei ihrer Ankunft in Finnland schlecht. Kessel und Führerhaus wurden lose mitgeführt.
Noch 1942 erhielt sie von Valtionrautatiet die Baureihenbezeichnung B4 und die Betriebsnummer 3000. Im Zuge der Umstellung des Bezeichnungssystems im Oktober 1942 erhielt sie keine neue Baureihenbezeichnung. Die Lokomotive wurde von VR nicht in Betrieb genommen und wurde am 23. Dezember 1944 montiert in die Sowjetunion zurückgebracht. Es fehlten jedoch diverse Zubehörteile, darunter die Puffer. Verschiedene zur Lokomotive gehörende Teile waren auf den Tender verladen worden. Die Lokomotive erhielt in der Sowjetunion ihre frühere Baureihenbezeichnung OЧ und die Betriebsnummer 5042 zurück.

## Weiterer Betrieb
In der Sowjetunion sind die Lokomotiven noch bis 1964 eingesetzt worden. Als betriebsfähig erhalten gilt die Ow324. Zahlreiche Museen besitzen Lokomotiven, etwa in der Oblast Swerdlowsk. Als Denkmal steht Od1147 in Kaniw.

## Konstruktion
Die Lokomotiven waren einfache und robuste Lokomotiven für den umfangreichen Güterverkehr und wurden in ihrer langen Entwicklungszeit mehrfach verändert.
Dabei wurden sie in der Grundform Ob als Naßdampf-Verbundlokomotive gebaut und mit der Joy-Steuerung versehen. Der Kesseldruck betrug 11 bar.
Die Wirtschaftlichkeit dieser Bauart befriedigte nicht, was zur Entwicklung der Reihe Od führte. Die besaß einen erhöhten Kesseldruck von 11,5 bar und einen größeren Treibraddurchmesser.
Die größten Änderungen gab es mit der Einführung der Baureihe Ow. Der Kesseldruck wurde auf 12 bar erhöht, die Sicherheitsventile wurden ausgetauscht, sie wurden mit einer Heusinger-Steuerung ausgerüstet und der bisherige dreiachsige wurde durch einen vierachsigen Tender ersetzt.
Ab 1915 und ab 1933 wurden Ow-Lokomotiven mit einfacher Dampfdehnung versehen, dabei gab es zwei Varianten mit einem Zylinder-Durchmesser von 540 und 500 mm.
Ab 1933 wurde der Zylinderdurchmesser einheitlich mit 500 mm, die Kesselheizfläche mit 126,9 m² und die Überhitzerheizfläche mit 41,1 m² festgelegt. Zudem wurde der Dampfdruck auf 14 bar erhöht.
Bei der Bauart OЩ gab es Änderungen. Während das Triebwerk gleich blieb und mit Kolbenschiebern versehen wurde, erhielt sie einen Überhitzer. Die Reibungsmasse erhöhte sich durch den Überhitzer auf 55 t.

## Bilder

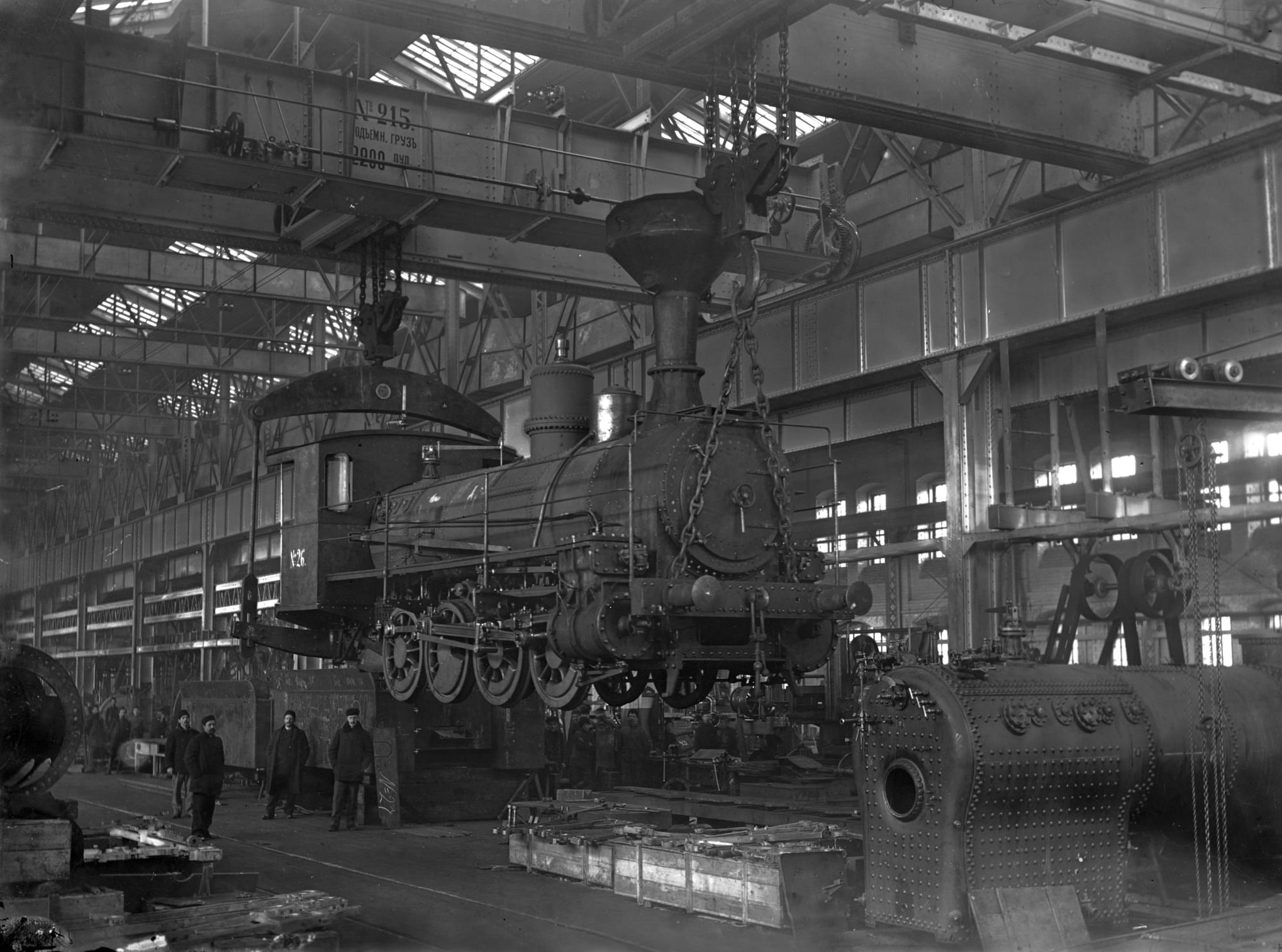
Fertigung der Baureihe O im Jahr 1903
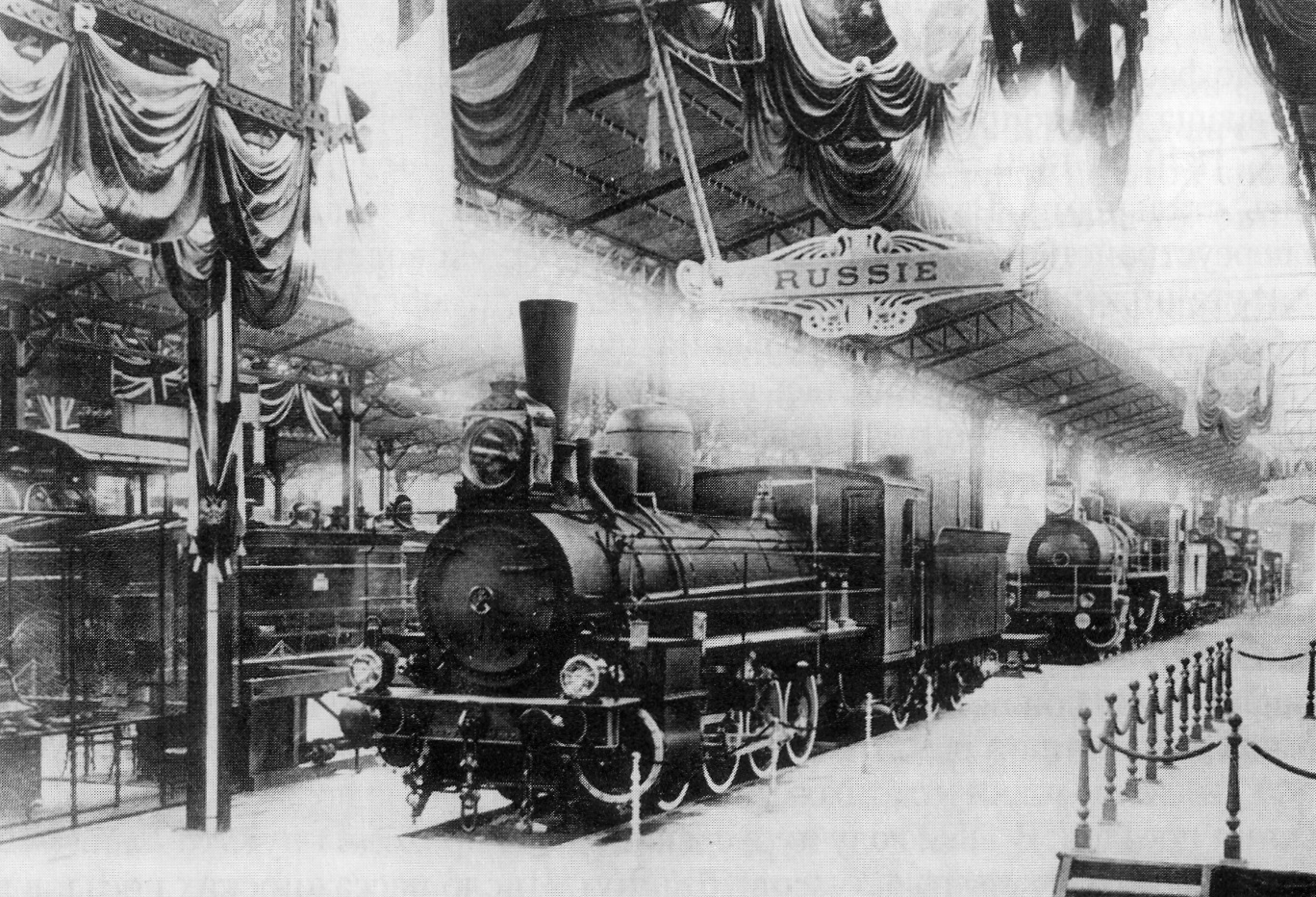
Baureihe O auf der Eisenbahnausstellung im Jahr 1900 in Paris
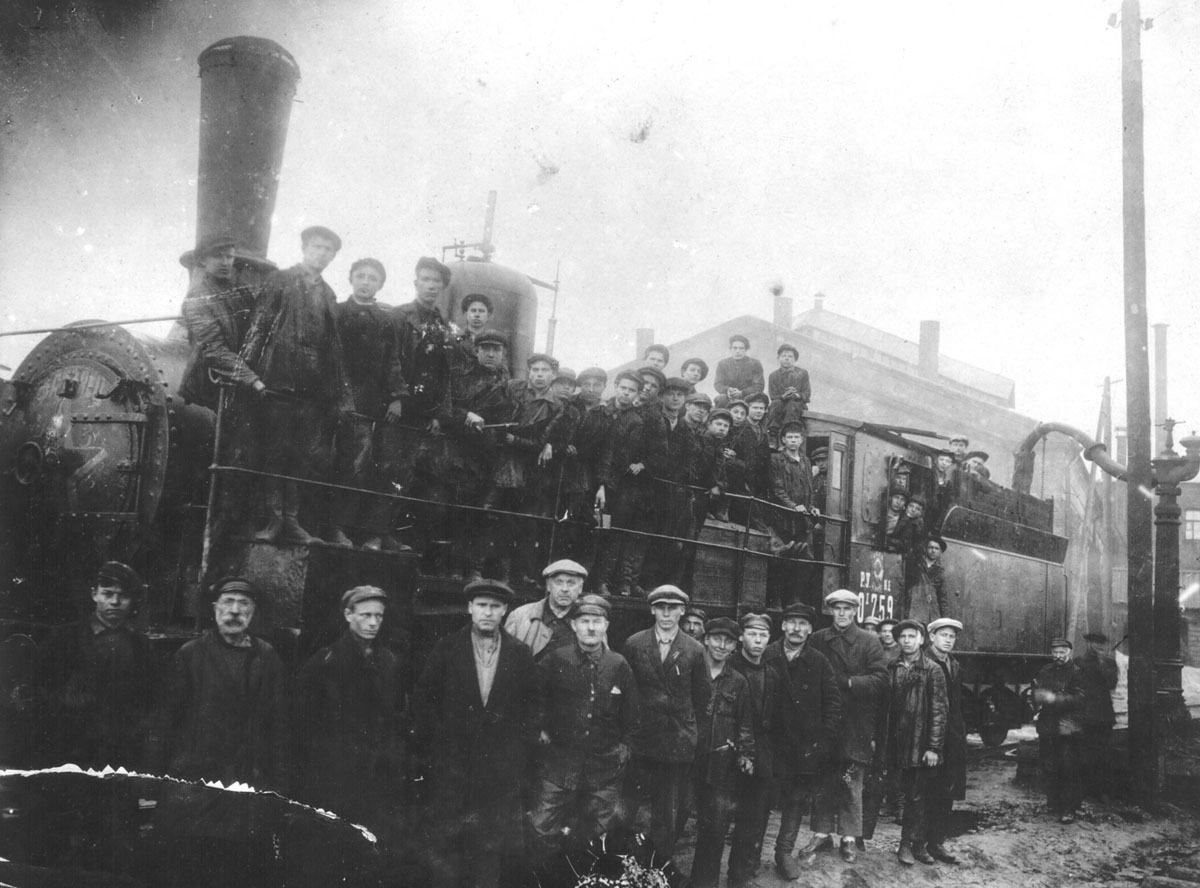
Eisenbahner posieren auf einer Lokomotive der Baureihe O
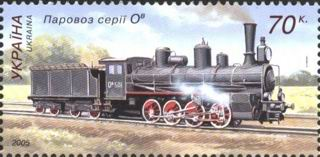
Abbildung auf einer ukrainischen Briefmarke aus dem Jahr 2005